# Australien i olympiska sommarspelen 1932
Australien deltog med 13 deltagare vid de olympiska sommarspelen 1932 i Los Angeles. Totalt vann de tre guldmedaljer, en silvermedalj och en bronsmedalj.

## Medaljer

### Guld
- Dunc Gray - Cykling, tempolopp.
- Bobby Pearce - Rodd, singelsculler.
- Clare Dennis - Simning, 200 meter bröstsim.

### Silver
- Bonnie Mealing - Simning, 100 meter ryggsim.

### Brons
- Eddie Scarf - Brottning, fristil, lätt tungvikt.